# Кајхуде
Кајхуде (њем. Kayhude) општина је у њемачкој савезној држави Шлезвиг-Холштајн. Једно је од 95 општинских средишта округа Зегеберг. Према процјени из 2010. у општини је живјело 1.118 становника. Посједује регионалну шифру (AGS) 1060046.

## Географски и демографски подаци
Кајхуде се налази у савезној држави Шлезвиг-Холштајн у округу Зегеберг. Општина се налази на надморској висини од 24 метра. Површина општине износи 5,2 km². У самом мјесту је, према процјени из 2010. године, живјело 1.118 становника. Просјечна густина становништва износи 213 становника/km².